# Hans Sennholz
Hans F. Sennholz (* 3. Februar 1922 in Bergkamen; † 23. Juni 2007 in Grove City, Pennsylvania) war ein deutscher Ökonom. Er zählt zu den namhaften Vertretern der von Carl Menger  begründeten Österreichischen Schule der Volkswirtschaftslehre.

## Leben
Sennholz erfuhr in jungen Jahren die Auswirkungen der Weltwirtschaftskrise und den Aufstieg des Nationalsozialismus. Während des Zweiten Weltkrieges verlor er seine Mutter bei einem alliierten Bombenangriff auf seine Heimatstadt, sein Vater starb durch ein Grubenunglück, und sein einziger Bruder gilt als Soldat der Wehrmacht als in Russland vermisst.
Sennholz wurde zur deutschen Luftwaffe eingezogen und zum Jagdflieger ausgebildet. Er flog Einsätze über Frankreich, der Sowjetunion und dem nördlichen Afrika. Bei einem Einsatz über Ägypten wurde er von neuseeländischer Flak abgeschossen und geriet in Kriegsgefangenschaft. Als Kriegsgefangener wurde er nach Südafrika, Neuseeland und schließlich in die USA gebracht, wo er den Rest des Krieges in Kriegsgefangenenlagern in New Mexico, Texas, Oklahoma, Kansas und Arkansas verbrachte.
In amerikanischer Kriegsgefangenschaft erhielt er Unterstützung von verschiedenen amerikanischen Verwandten, die in den 1920er Jahren in die USA ausgewandert waren. Die Unterstützung ermöglichte es ihm, ein Korrespondenzstudium an der University of Texas in Austin zu absolvieren.
Nach der Entlassung aus amerikanischer Gefangenschaft kehrte er nach Deutschland zurück, wo er 1948 sein Diplom in Volkswirtschaftslehre an der Universität Marburg erlangte. 1949 wurde er an der Universität Köln promoviert. Anschließend kehrte er in die USA zurück, wo er seine Studien bei Ludwig von Mises an der New York University fortsetzte und mit einem amerikanischen Doktorgrad Ph.D. abschloss.
Sennholz lehrte zunächst am Iona College in New Rochelle im Bundesstaat New York und wurde 1956 Professor für Ökonomie am Grove City College in Pennsylvania, USA, wo er bis zum Jahre 1992 tätig blieb. Während der Präsidentschaft von Ronald Reagan (1981–1989) gehörte er neben Michael Novak zu dessen maßgebenden Ghostwritern. 1992 wurde Sennholz Präsident der Foundation for Economic Education in Irvington on Hudson, N. Y., 1997 ging er in den Ruhestand. 
Am 23. Juni 2007 verstarb er in Grove City. Die kirchliche Trauerzeremonie vor der Beisetzung fand am 27. Juni 2007 in der Bethesda Church in Farmer's Mills, PA, statt, in der auch die Trauung mit seiner Frau Mary stattgefunden hatte. Er hatte die Kirche später gekauft und renoviert, um sie vor dem Verfall zu bewahren. Sennholz hinterließ seine Frau Mary, geb. Homan, mit der er 52 Jahre verheiratet war, seinen Sohn Robert, seine Schwiegertochter Lynn und zwei Enkelsöhne.

## Auszeichnungen
Sennholz war Ehrenbürger von Lubbock und Houston in Texas und Honorary Colonel von New Mexico. Er war Ehrendoktor der Universidad Francisco Marroquín in Guatemala, Ehrendoktor der Rechte des Culver-Stockton College in Canton, Missouri, und Ehrendoktor der Rechte des Grove City College in Grove City.
Weiterhin erhielt er den Gary G. Schlarbaum Award für Freiheit. Zu seinem siebzigsten Geburtstag wurde ihm die Festschrift A Man of Principles: Essays in Honor of Hans F. Sennholz (1992) mit Beiträgen von 36 Autoren gewidmet.

## Veröffentlichungen
Gewerkschaften und Räte nach dem ersten Weltkrieg, Dissertation vom 27. Juli 1949, Universität Köln, Wirtschafts- und sozialwissenschaftliche Fakultät. 
- A Good Education
- Age of Inflation
- Beware of Despair
- Death and Taxes
- Debts and Deficits
- In Pursuit of Excellence
- Poor Countries
- The Dreams of Youth
- The Costs of Crime
- The Great Depression: Will We Repeat It?
- The High Ground
- The Politics of Unemployment
- The Savings and Loan Bailout: Valiant Rescue or Hysterical Reaction?
- Three Economic Commandments
- Two Standards of Morality
- Man Must Work
- Minimum Wages
- Money and Freedom
- Multiculturalism is Anticulturalism
- Wasting the Later Years of Life